# St. Peter und Paul (Tutzing)

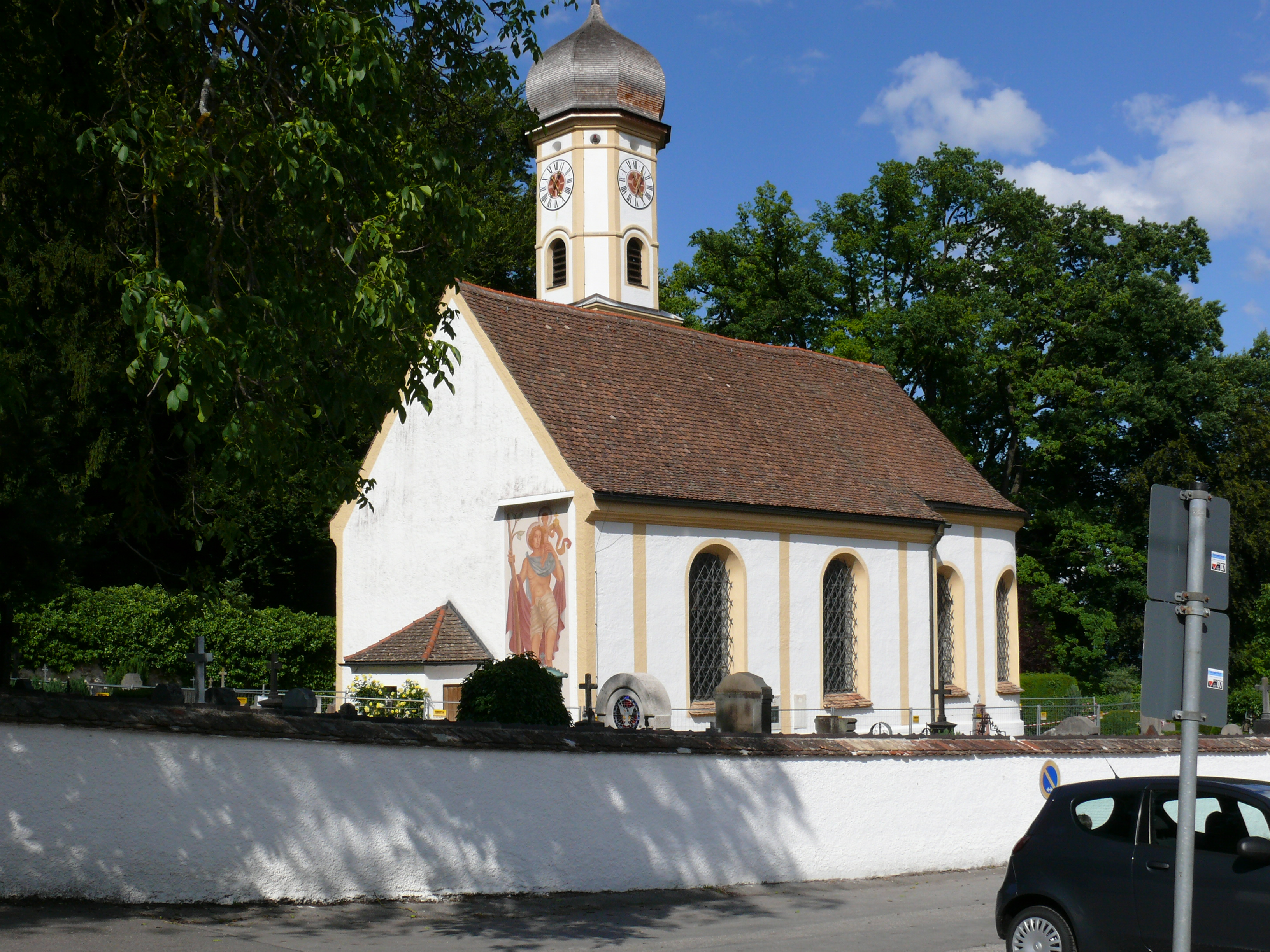
St. Peter und Paul in Tutzing

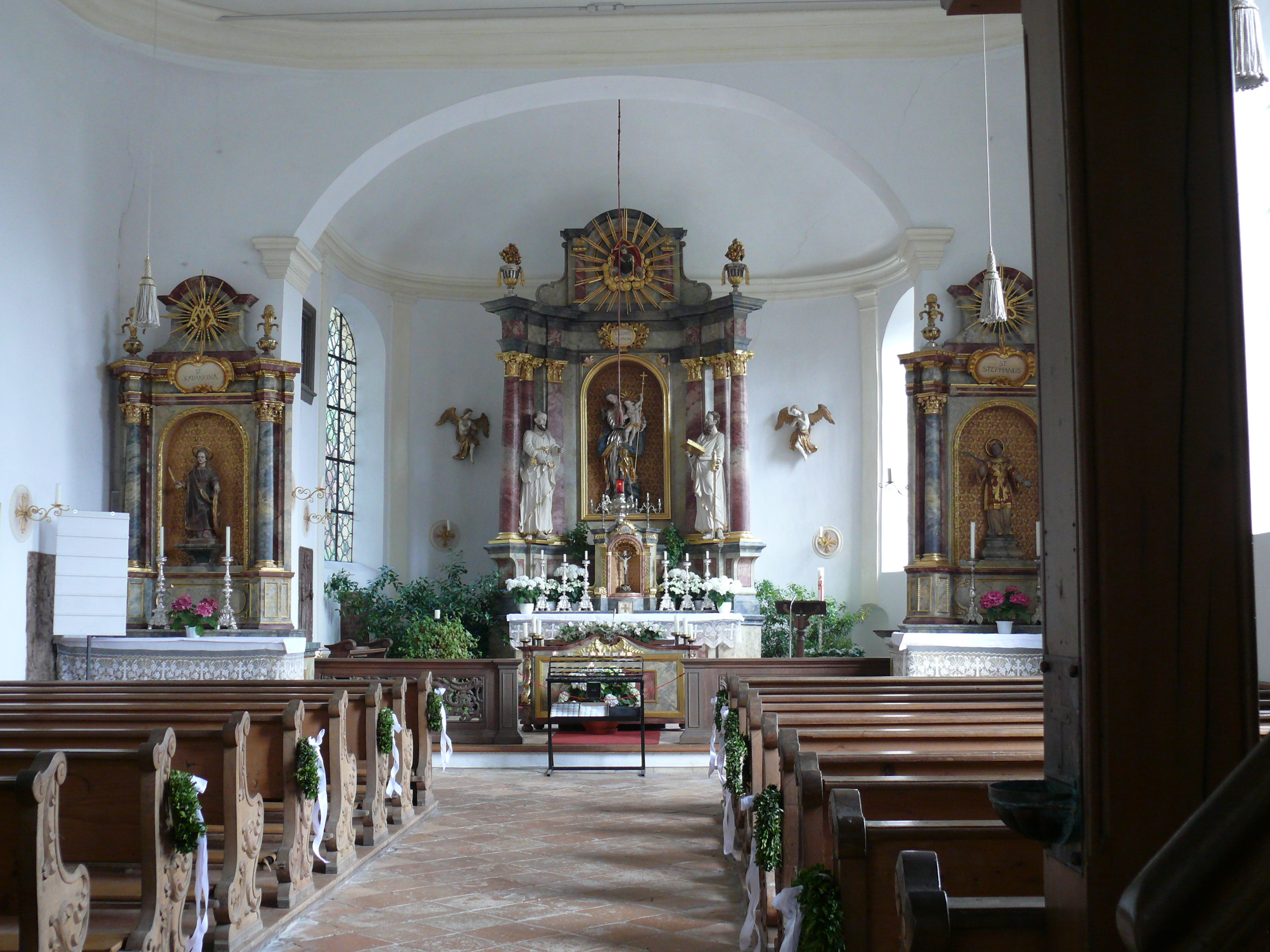
Innenraum

Die römisch-katholische Friedhofskapelle St. Peter und Paul, die ehemalige Pfarrkirche, steht auf dem ummauerten Friedhof von Tutzing, einer Gemeinde im oberbayerischen Landkreis Starnberg. Sie ist in der Liste der Baudenkmäler in Tutzing unter der Nummer D-1-88-141-8 eingetragen. Die Kapelle gehört zum Dekanat Starnberg des Bistums Augsburg.

## Beschreibung
Die Kapelle wurde 1738/39 als barocke Saalkirche errichtet. Sie besteht aus dem Langhaus, dem eingezogenen, halbrund geschlossenen Chor im Osten und dem Kirchturm auf quadratischem Grundriss vom Vorgängerbau an der Nordwand des Langhauses. Der Turm wurde 1895 erneuert und mit einem achteckigen Geschoss aufgestockt, das den Glockenstuhl und die Turmuhr enthält, und mit einer Zwiebelhaube bedeckt.